# August van Saksen
August van Saksen (Freiberg, 31 juli 1526 - Dresden, 11 februari 1586) was van 1553 tot 1586 keurvorst van Saksen. Hij behoorde tot de Albertijnse linie van het huis Wettin.

## Levensloop

### Eerste jaren
August was de derde zoon van hertog Hendrik IV van Saksen en diens echtgenote Catharina, dochter van hertog Magnus II van Mecklenburg. Hij werd lutheraans opgevoed, kreeg een goede opleiding en studeerde aan de Universiteit Leipzig. 
In 1541 stierf zijn vader. In diens testament stond dat het hertogdom Saksen gelijk verdeeld moest worden tussen zijn zoons Maurits en August. Om dit echter inging tegen de Albertijnse Wetten, ging het hertogdom Saksen enkel naar zijn broer Maurits. August bleef een vriendelijke band onderhouden met zijn broer en om zijn beleid te bevorderen bracht hij enige tijd door aan het hof van keizer Ferdinand I in Wenen. 
In 1544 zorgde Maurits ervoor dat August benoemd werd tot diocesaan administrator van het Prinsbisdom Merseburg. Omdat hij in deze functie erg extravagant was, werd hij al snel teruggeroepen naar het Saksische hof in Dresden. August steunde het beleid van zijn broer in de Schmalkaldische Oorlog dat ervoor zou zorgen dat het keurvorstendom Saksen in 1547 werd overgeheveld van Johan Frederik I, het hoofd van de Ernestijnse Linie van het huis Wettin, naar Maurits, het hoofd van de Albertijnse Linie. In juli 1553 volgde August zijn overleden broer op als keurvorst van Saksen.

### Keurvorst van Saksen
Zijn eerste bekommernis in deze functie was een vergelijking vinden met de vroegere keurvorst Johan Frederik om zo zijn keurvorstelijke positie te verzekeren. Dit leidde in februari 1554 tot het Verdrag van Naumburg, waarbij Johan Frederik August erkende als keurvorst van Saksen in ruil voor het bezit van Altenburg en enkele andere landerijen.
August had echter steeds de vrees dat de Ernestijnen een poging zouden doen om hem af te zetten als keurvorst van Saksen en deze angst kenmerkte zijn politieke beleid, zowel in Saksen als in het Heilige Roomse Rijk. In de keizerlijke politiek hanteerde August twee belangrijke principes: de vriendschap onderhouden met het huis Habsburg en de vrede bewaren tussen de strijdende religieuze partijen. Deze politiek droeg wellicht bij aan zijn bijdrage tot de Godsdienstvrede van Augsburg, zijn kronkelige discours bij de Rijksdag van Augsburg in 1566 en zijn weerzin om volledig te breken met de calvinisten. 
Zijn politiek van religieuze vrede zorgde ervoor dat hij in 1561 zijn nicht Anna uithuwelijkte met de toen nog katholieke prins Willem van Oranje, op dat moment een van de belangrijkste vazallen van het huis Habsburg in de Spaanse Nederlanden. Diens positie werd hierdoor versterkt. Zeven jaar later viel Oranje met een leger van huursoldaten de Nederlanden binnen, wat gezien wordt als het begin van de Tachtigjarige Oorlog. Het is echter niet duidelijk of Oranjes weerstand tegen het regeerbeleid van koning Filips II een motivatie was om het huwelijk tot stand te brengen.
In 1568 huwelijkte August zijn dochter Elisabeth uit aan Johan Casimir, de zoon van keurvorst Frederik III van de Palts. Het zag er een tijdlang naar uit dat August zijn schoonzoon zou bijstaan bij diens pogingen om de revolterende inwoners van de Spaanse Nederlanden te helpen en ook begon hij communicatie te voeren met de Franse hugenoten. Zijn aversie voor buitenlandse complicaties nam echter al snel de bovenhand en zijn beginnende vriendschap met keurvorst Frederik III van de Palts veranderde in een serieuze afkeer. 
Hoewel hij een robuuste lutheraan was, hoopte August een tijdlang de protestanten te verenigen. Hij drong er bij hen voortdurend op aan dat het noodzakelijk was om hun opponenten geen aanstoot te geven en hij steunde de beweging die af wilde van de clausule in de Godsdienstvrede van Augsburg betreffende het kerkelijk voorbehoud, dat door vele protestanten als beledigend werd beschouwd. Zijn gematigdheid verhinderde hem echter om zich aan te sluiten bij diegenen die bereid waren krachtige maatregelen te nemen om dit doel te bereiken en hij weigerde om de concessies die de protestanten al hadden gekregen in gevaar te brengen.

### Religieuze politiek
De vijandigheid tussen de albertijnen en de ernestijnen veroorzaakte grote problemen voor August. Een predikant genaamd Matthias Flacius had een invloedrijke positie in het hertogdom Saksen en onderwees een vorm van lutheranisme dat verschilde van datgene onderwezen werd in het keurvorstendom Saksen. De breuk werd groter toen Flacius August persoonlijk begon aan te vallen; hij voorspelde dat August een snelle ondergang zou kennen en begon hertog Johan Frederik II van Saksen aan te sporen om zijn rechtmatige positie van keurvorst te herstellen.
Geassocieerd met Flacius was de ridder Wilhelm von Grumbach, die niet tevreden was met woorden alleen. Grumbach deed vijandelijke invallen in het keurvorstendom Saksen en zocht hulp bij buitenlandse machten om August af te zetten als keurvorst. Na enige vertraging werden Johan Frederik II en Grumbach onder de Rijksban geplaatst en August werd toevertrouwd met de uitvoering hiervan. Zijn militaire campagne van 1567 was zeer succesvol: Johan Frederik bleef voor de rest van zijn leven in de gevangenis, terwijl Grumbach werd geëxecuteerd. Vanaf dan was zijn positie als keurvorst van Saksen verzekerd.
De vorm van lutheranisme die in het keurvorstendom Saksen werd onderwezen, was die van Philipp Melanchthon en werd cryptocalvinisme genoemd. De cryptocalvinisten konden de steun van August winnen door te zeggen dat ze loyale lutheranen waren, terwijl ze eigenlijk verschillendecalvinistische ideeën hadden. Toen er in 1574 brieven werden onthuld dat ze August in feite wilden bekeren tot het calvinisme, voelde hij zich bedrogen en liet hij de leiders van de cryptocalvinisten in de gevangenis gooien. Hij herstelde het authentieke lutheranisme en om eenheid te brengen tussen de lutheranen liet hij in 1580 het Concordiënboek publiceren, dat ondertekend werd door 8.100 ministers en professoren en door 30 territoria, staten en steden. Deze strikte vorm van het lutheranisme werd opgelegd aan alle inwoners van Saksen, waardoor velen werden verbannen. De lutheraanse veranderingen in Saksen veranderden het keizerlijke beleid van August niet. In 1576 deden protestantse vorsten het voorstel om enkel in de oorlog tegen het Ottomaanse Rijk te stappen als de clausule betreffende het kerkelijk voorbehoud werd afgeschaft, wat voor hevig verzet zorgde bij August, die het huis Habsburg bleef steunen.

### Territoriale expansie
August wijdde zijn regeerperiode voor een groot deel aan territoriale expansie. In 1573 werd hij de voogd van de twee zonen van hertog Johan Willem van Saksen-Weimar en in deze functie kon hij het graafschap Henneberg aan het keurvorstendom Saksen toevoegen. Door zijn goede geldbeheersing was hij in staat om voordeel te halen uit de zwakte van zijn buurstaten en op deze manier kon hij de controle verwerven over het Vogtland en het graafschap Mansfeld. 
In 1555 benoemde August een van zijn genomineerden als bisschop van Meißen en in 1561 zorgde hij ervoor dat zijn zoon Alexander verkozen werd tot bisschop van Merseburg. In 1564 werd Alexander eveneens verkozen tot bisschop van Naumburg. Na het overlijden van Alexander kwam August in 1565 zelf in het bezit van de bisdommen Merseburg en Naumburg.
August stierf in februari 1586 op 59-jarige leeftijd. Hij werd bijgezet in de Dom van Freiberg en als keurvorst van Saksen opgevolgd door zijn enige overlevende zoon Christiaan I.

## Huwelijken en nakomelingen
Op 7 oktober 1548 huwde August in Torgau met Anna (1532-1585), dochter van koning Christiaan III van Denemarken. Ze kregen vijftien kinderen:
- Johan Hendrik (1550-1550)
- Eleonora (1551-1553)
- Elisabeth (1552-1590), huwde in 1570 met vorst Johan Casimir van Palts-Simmern
- Alexander (1554-1565)
- Magnus (1555-1558)
- Joachim (1557-1557)
- Hector (1558-1560)
- Christiaan I (1560-1591), keurvorst van Saksen
- Maria (1562-1566)
- Dorothea (1563-1587), huwde in 1585 met hertog Hendrik Julius van Brunswijk-Wolfenbüttel
- Amalia (1565-1565)
- Anna (1567-1613), huwde in 1586 met hertog Johan Casimir van Saksen-Coburg
- August (1569-1570)
- Adolf (1571-1572)
- Frederik (1575-1577)

Op 3 januari 1586 huwde hij in Dessau met zijn tweede echtgenote Agnes Hedwig (1573-1616), dochter van vorst Joachim Ernst van Anhalt. August stierf amper een maand na het huwelijk, dat kinderloos bleef.

## Voorouders
| Overgootouders                | Frederik II van Saksen (1412-1464) ∞ Margaretha II van Oostenrijk (1416-1486) | Frederik II van Saksen (1412-1464) ∞ Margaretha II van Oostenrijk (1416-1486) | George van Podiebrad (1420–1471) ∞ Kunigunde van Sternberg (1422-1449) | George van Podiebrad (1420–1471) ∞ Kunigunde van Sternberg (1422-1449) | Hendrik IV van Mecklenburg (–1477) ∞ Dorothea van Brandenburg (1420-1491)   | Hendrik IV van Mecklenburg (–1477) ∞ Dorothea van Brandenburg (1420-1491)   | Erik II van Pommeren (1425–1474) ∞ Sophia van Pommeren-Stolp (-)            | Erik II van Pommeren (1425–1474) ∞ Sophia van Pommeren-Stolp (-)            |
| Grootouders                   | Albrecht van Saksen (1443-1500) ∞ Sidonia van Bohemen (1449-1510)             | Albrecht van Saksen (1443-1500) ∞ Sidonia van Bohemen (1449-1510)             | Albrecht van Saksen (1443-1500) ∞ Sidonia van Bohemen (1449-1510)      | Albrecht van Saksen (1443-1500) ∞ Sidonia van Bohemen (1449-1510)      | Magnus II van Mecklenburg (1441–1503) ∞ Sophie van Pommeren-Wolgast (-1504) | Magnus II van Mecklenburg (1441–1503) ∞ Sophie van Pommeren-Wolgast (-1504) | Magnus II van Mecklenburg (1441–1503) ∞ Sophie van Pommeren-Wolgast (-1504) | Magnus II van Mecklenburg (1441–1503) ∞ Sophie van Pommeren-Wolgast (-1504) |
| Ouders                        | Hendrik van Saksen (1473-1541) ∞ Catharina van Mecklenburg (1487-1561)        | Hendrik van Saksen (1473-1541) ∞ Catharina van Mecklenburg (1487-1561)        | Hendrik van Saksen (1473-1541) ∞ Catharina van Mecklenburg (1487-1561) | Hendrik van Saksen (1473-1541) ∞ Catharina van Mecklenburg (1487-1561) | Hendrik van Saksen (1473-1541) ∞ Catharina van Mecklenburg (1487-1561)      | Hendrik van Saksen (1473-1541) ∞ Catharina van Mecklenburg (1487-1561)      | Hendrik van Saksen (1473-1541) ∞ Catharina van Mecklenburg (1487-1561)      | Hendrik van Saksen (1473-1541) ∞ Catharina van Mecklenburg (1487-1561)      |
| August van Saksen (1526–1586) |                                                                               |                                                                               |                                                                        |                                                                        |                                                                             |                                                                             |                                                                             |                                                                             |